# ویندوز سرور ۲۰۲۲

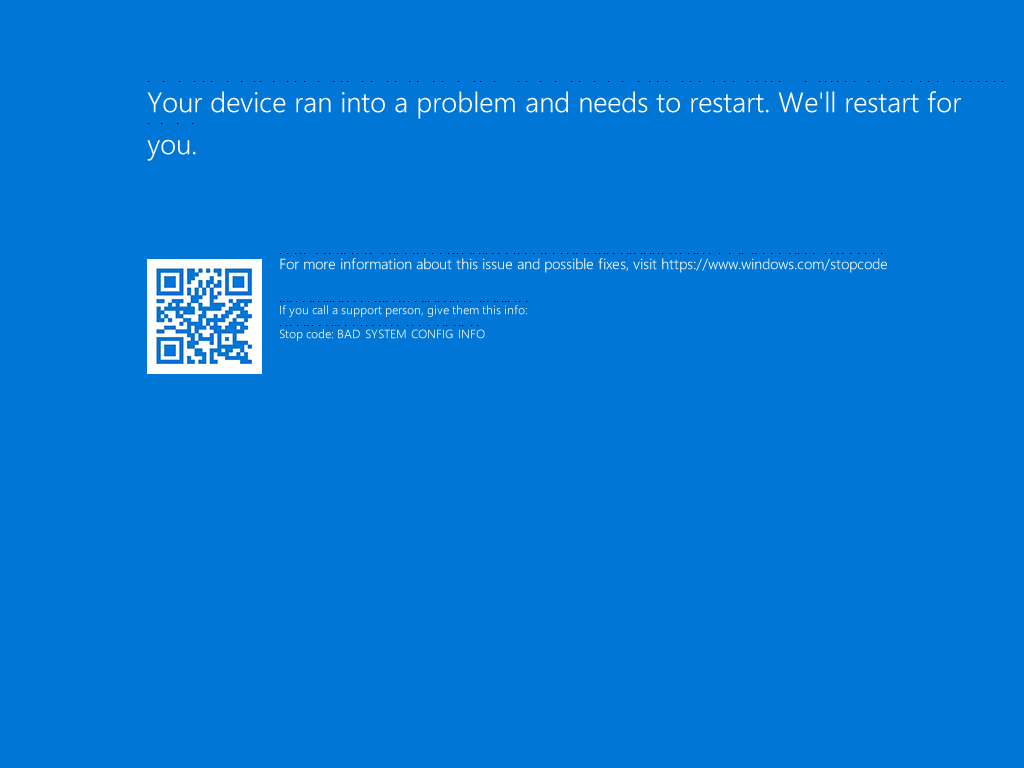
ویندوز سرور ۲۰۲۲

ویندوز سرور ۲۰۲۲ دهمین نسخه از سیستم عامل ویندوز سرور است که توسط مایکروسافت به عنوان بخشی از خانواده سیستم عامل‌های ویندوز ان‌تی ساخته شده‌است. این سیستم عامل که در تاریخ ۱۸ اوت ۲۰۲۱ منتشر شده است جانشین ویندوز سرور ۲۰۱۹ محسوب میشود.

## ویژگی‌ها
ویندوز سرور ۲۰۲۲ دارای ویژگی‌های زیر می‌باشد:

### ذخیره‌سازی
- خدمات مهاجرت ذخیره‌سازی
- امنیت و عملکرد ذخیره‌سازی

### فضای ابری
- قابلیت‌های هیبریدی Azure

## ویرایش‌ها

### استاندارد
- برای مراکز داده و محیط‌های ابری بسیار مجازی سازی شده در نظر گرفته شده‌است

### دیتاسنتر
- برای مراکز داده و محیط‌های ابری بسیار مجازی سازی شده در نظر گرفته شده‌است

## سیستم مورد نیاز
| سخت‌افزار | نیازمندی‌ها |
| -------- | --- |
| سی پی یو | 1.4 GHz x86-64 processor |
| رم       | 2 GB |
| هارد     | ۳۲ گیگابایت مورد نیاز است                                                                                                   |
| گرافیک   | 1024 x 768 pixels display                                                                                                   |
| شبکه     | - A wireless adapter that supports 802.11, or - An Ethernet adapter capable of at least 1 gigabit per second throughput, or |
| بایوس    | UEFI 2.3.1c-based system and firmware that supports secure boot                                                             |
| امنیت    | Trusted Platform Module 2.0                                                                                                 |